# Ekaterina Ivanova
Ekaterina Ivanova (Platovo, 1 de abril de 1962 - Kanchenjunga, 10 de octubre de 1994) era una alpinista soviética nacionalizada rusa aunque de origen kazajo. Se convirtió en la primera montañista soviética en conquistar la cumbre del Everest.

## Biografía
Ekaterina Dorofeeva nació el 1 de abril de 1962 en la aldea de Platovo, en el distrito de Kurchum, en la entonces República Socialista Soviética de Kazajistán, en las estribaciones del macizo de Altái. Su padre era carpintero y su madre enfermera. Dorofeeva estudió en la escuela secundaria nº 1 de Kurchum, que llevaba el nombre de Yuri Gagarin. En el primer año de estudios en el Instituto Politécnico de Irkutsk, Dorofeeva empezó a dedicarse al turismo de montaña y a la escalada en roca.
Comenzó a practicar el alpinismo en 1980 en las montañas orientales de Sayan, a las que siguieron las del Cáucaso, Pamir y Tien Shan. Los constantes entrenamientos, campamentos y competiciones permitieron a la joven atleta adquirir experiencia y convertirse pronto en una de las mejores de Irkutsk. En 1983, Dorofeeva se convirtió en candidata a maestra de deportes en escalada en roca. En 1984, se licenció en ingeniería geológica en el Instituto Politécnico de Irkutsk. Dorofeeva se casó con Dmitry Ivanov.
En 1987, Ivanova fue incluida en el equipo de la URSS y participó en campos de entrenamiento para preparar la ascensión al Kangchenjunga y, en 1989, se convirtió en miembro de la expedición internacional (Estados Unidos, URSS o China) al Everest.
El 10 de mayo de 1990, Ivanova se hizo famosa por ser la primera mujer soviética y la undécima mujer del mundo en conquistar el Everest. Al descender del Everest, Ivanova descubrió que se había convertido en una maestra honrada del deporte. Fue condecorada con la Orden al Valor Personal, convirtiéndose en la primera atleta que recibía esta orden. Fue felicitada por Mijail Gorbachov y George H. W. Bush. Tras escalar el Everest, Ivanova decidió escalar todos los ochomiles del mundo.  
El 4 de agosto de 1991 dio a luz a su hija Ulyana.
En octubre de 1992, Ivanova ascendió al Shisha Pangma, de 8 027 m, y en 1993 se unió a la expedición de Kamchatka al Manaslu. En 1994, Ivanova había escalado tres montañas de entre las 14 más altas del mundo.
En otoño de 1994, Ivanova se unió a la primera expedición bielorrusa al tercer pico del mundo, el Kanchenjunga (8 586 m). El alpinista bielorruso Sergey Zhvirblya se convirtió en su compañero. En la noche del 9 al 10 de octubre, tres de las doce personas de la expedición, incluida Ivanova, murieron en una avalancha. Tras muchos días de búsqueda, los equipos de rescate no pudieron encontrar los cuerpos de los montañeros.